# Puchar Świata w kolarstwie torowym 2004/2005
Puchar Świata w kolarstwie torowym w sezonie 2004/2005 to 13. edycja tej imprezy. Organizowany przez UCI, obejmował cztery rundy: w stolicy Rosji – Moskwie w dniach 5-7 listopada 2004 roku, w amerykańskim Los Angeles w dniach 10-12 grudnia 2004 roku, w brytyjskim Manchesterze w dniach 7-9 stycznia 2005 roku oraz w australijskim Sydney w dniach 18-20 lutego 2005. Była to pierwsza edycja Pucharu Świata, w której zawody rozgrywano w systemie zimowym.
Trofeum sprzed roku broniła reprezentacja Niemiec. W tym sezonie najlepsza okazała się reprezentacja Holandii.

## Klasyfikacja narodów
| Miejsce | Państwo           | Punkty |
| ------- | ----------------- | ------ |
| 1.      | Holandia          | 360    |
| 2.      | Rosja             | 324    |
| 3.      | Wielka Brytania   | 297    |
| 4.      | Australia         | 281    |
| 5.      | Niemcy            | 271    |
| 6.      | Francja           | 241    |
| 7.      | Włochy            | 213    |
| 8.      | Ukraina           | 187    |
| 9.      | Stany Zjednoczone | 165    |
| 10.     | Nowa Zelandia     | 129    |

## Wyniki

### Mężczyźni

#### Keirin
| Lp | Miasto               | 1. miejsce       | 2. miejsce       | 3. miejsce              |
| -- | -------------------- | ---------------- | ---------------- | ----------------------- |
| 1. | Moskwa               | Siergiej Ruban   | Grégory Baugé    | Ivan Vrba               |
| 2. | Los Angeles          | Teun Mulder      | Arnaud Tournant  | José Antonio Villanueva |
| 3. | Manchester           | René Wolff       | Mickaël Bourgain | Shane Kelly             |
| 4. | Sydney               | Theo Bos         | Laurent Gané     | Pavel Buráň             |
|    | Klasyfikacja końcowa | Andrij Wynokurow | Siergiej Ruban   | José Antonio Villanueva |

#### 1000 m
| Lp | Miasto               | 1. miejsce    | 2. miejsce     | 3. miejsce      |
| -- | -------------------- | ------------- | -------------- | --------------- |
| 1. | Moskwa               | Jason Queally | Sören Lausberg | Alois Kaňkovský |
| 2. | Los Angeles          | Theo Bos      | Jason Queally  | Ben Kersten     |
| 3. | Manchester           | Chris Hoy     | Ben Kersten    | Stefan Nimke    |
| 4. | Sydney               | Ben Kersten   | Tim Veldt      | François Pervis |
|    | Klasyfikacja końcowa | Ben Kersten   | Jason Queally  | Tim Veldt       |

#### Sprint indywidualny
| Lp | Miasto               | 1. miejsce       | 2. miejsce         | 3. miejsce              |
| -- | -------------------- | ---------------- | ------------------ | ----------------------- |
| 1. | Moskwa               | Siergiej Ruban   | Grégory Baugé      | Teun Mulder             |
| 2. | Los Angeles          | Mickaël Bourgain | Arnaud Tournant    | Kazuya Narita           |
| 3. | Manchester           | Mickaël Bourgain | Łukasz Kwiatkowski | José Antonio Villanueva |
| 4. | Sydney               | Theo Bos         | Jobie Dajka        | Arnaud Tournant         |
|    | Klasyfikacja końcowa | Mickaël Bourgain | Grégory Baugé      | Arnaud Tournant         |

#### Sprint drużynowy
| Lp | Miasto               | 1. miejsce                                                      | 2. miejsce                                                    | 3. miejsce                                                      |
| -- | -------------------- | --------------------------------------------------------------- | ------------------------------------------------------------- | --------------------------------------------------------------- |
| 1. | Moskwa               | Niemcy · Sören Lausberg · Michael Seidenbecher · Jan Van Eijden | Francja · Grégory Baugé · Hervé Gané · Matthieu Mandard       | Rosja · Dmitrij Leopold · Siergiej Polinski · Siergiej Ruban    |
| 2. | Los Angeles          | Holandia · Theo Bos · Teun Mulder · Tim Veldt                   | Niemcy · Carsten Bergemann · Matthias John · Stefan Nimke     | Francja · Mickaël Bourgain · Didier Henriette · Arnaud Tournant |
| 3. | Manchester           | Wielka Brytania · Chris Hoy · Craig MacLean · Jason Queally     | Polska · Rafał Furman · Łukasz Kwiatkowski · Damian Zieliński | Japonia · Kazuya Narita · Takashi Kaneko · Kazunari Watanabe    |
| 4. | Sydney               | Francja · Grégory Baugé · François Pervis · Arnaud Tournant     | Japonia · Kazuya Narita · Takashi Kaneko · Kazunari Watanabe  | Australia · Jobie Dajka · Joel Leonard · Ben Kersten            |
|    | Klasyfikacja końcowa | Francja                                                         | Japonia                                                       | Niemcy                                                          |

#### Wyścig indywidualny na dochodzenie
| Lp | Miasto               | 1. miejsce       | 2. miejsce       | 3. miejsce    |
| -- | -------------------- | ---------------- | ---------------- | ------------- |
| 1. | Moskwa               | Wołodymyr Diudia | Robert Hayles    | Jens Mouris   |
| 2. | Los Angeles          | Robert Bartko    | Michaił Ignatjew | Sergi Escobar |
| 3. | Manchester           | Sergi Escobar    | Robert Hayles    | Levi Heimans  |
| 4. | Sydney               | Levi Heimans     | Edward Clancy    | Iwan Kowalow  |
|    | Klasyfikacja końcowa | Levi Heimans     | Sergi Escobar    | Robert Hayles |

#### Wyścig drużynowy na dochodzenie
| Lp | Miasto               | 1. miejsce                                                                          | 2. miejsce                                                                       | 3. miejsce                                                                          |
| -- | -------------------- | ----------------------------------------------------------------------------------- | -------------------------------------------------------------------------------- | ----------------------------------------------------------------------------------- |
| 1. | Moskwa               | Ukraina · Wołodymyr Diudia · Roman Kononenko · Witalij Popkow · Wołodymyr Zahorodny | Holandia · Jens Mouris · Peter Schep · Wim Stroetinga · Niki Terpstra            | Rosja · Siergiej Klimow · Anton Mindlin · Aleksandr Sierow · Nikołaj Trusow         |
| 2. | Los Angeles          | Niemcy · Robert Bartko · Robert Bengsch · Henning Bommel · Leif Lampater            | Nowa Zelandia · Jason Allen · Timothy Gudsell · Peter Latham · Marc Ryan         | Ukraina · Wołodymyr Diudia · Roman Kononenko · Witalij Popkow · Wołodymyr Zahorodny |
| 3. | Manchester           | Wielka Brytania · Steven Cummings · Robert Hayles · Paul Manning · Chris Newton     | Hiszpania · Carlos Castaño · Guillermo Ferrer · Asier Maeztu · Carlos Torrent    | Niemcy · Christian Bach · Robert Bengsch · Henning Bommel · Leif Lampater           |
| 4. | Sydney               | Nowa Zelandia · Jason Allen · Hayden Godfrey · Greg Henderson · Marc Ryan           | Wielka Brytania · Matthew Brammeier · Mark Cavendish · Edward Clancy · Tom White | Australia · Richard England · Sean Finning · Matthew Goss · Miles Olman             |
|    | Klasyfikacja końcowa | Wielka Brytania                                                                     | Niemcy                                                                           | Rosja                                                                               |

#### Scratch
| Lp | Miasto               | 1. miejsce      | 2. miejsce        | 3. miejsce       |
| -- | -------------------- | --------------- | ----------------- | ---------------- |
| 1. | Moskwa               | James Carney    | Geraint Thomas    | Matthew Gilmore  |
| 2. | Los Angeles          | Alex Rasmussen  | Siarhiej Daubniuk | José Medina      |
| 3. | Manchester           | Jérôme Neuville | Wołodymyr Rybin   | Joanis Tamuridis |
| 4. | Sydney               | Wim Stroetinga  | Alex Rasmussen    | Greg Henderson   |
|    | Klasyfikacja końcowa | Alex Rasmussen  | Wim Stroetinga    | James Carney     |

#### Madison
| Lp | Miasto               | 1. miejsce                                   | 2. miejsce                                     | 3. miejsce                                   |
| -- | -------------------- | -------------------------------------------- | ---------------------------------------------- | -------------------------------------------- |
| 1. | Moskwa               | Belgia · Matthew Gilmore · Iljo Keisse       | Czechy · Martin Bláha · Petr Lazar             | Słowacja · Martin Liška · Jozef Žabka        |
| 2. | Los Angeles          | Niemcy · Robert Bartko · Leif Lampater       | Czechy · Martin Bláha · Petr Lazar             | Rosja · Michaił Ignatjew · Nikołaj Trusow    |
| 3. | Manchester           | Francja · Andy Flickinger · Jérôme Neuville  | Belgia · Kenny De Ketele · Wouter Van Mechelen | Niemcy · Leif Lampater · Andreas Müller      |
| 4. | Sydney               | Ukraina · Dmytro Hrabowski · Wołodymyr Rybin | Dania · Michael Mørkøv · Alex Rasmussen        | Wielka Brytania · Mark Cavendish · Tom White |
|    | Klasyfikacja końcowa | Czechy                                       | Belgia                                         | Ukraina                                      |

#### Wyścig punktowy
| Lp | Miasto               | 1. miejsce       | 2. miejsce       | 3. miejsce              |
| -- | -------------------- | ---------------- | ---------------- | ----------------------- |
| 1. | Moskwa               | Peter Schep      | Petr Lazar       | Luis Fernando Sepúlveda |
| 2. | Los Angeles          | Michaił Ignatjew | Colby Pearce     | Chris Newton            |
| 3. | Manchester           | Wasil Kiryjenka  | Nikita Jeskow    | Colby Pearce            |
| 4. | Sydney               | Wołodymyr Rybin  | Joanis Tamuridis | Sean Finning            |
|    | Klasyfikacja końcowa | Michaił Ignatjew | Colby Pearce     | Sergio Escobar          |

### Kobiety

#### Keirin
| Lp | Miasto               | 1. miejsce         | 2. miejsce      | 3. miejsce       |
| -- | -------------------- | ------------------ | --------------- | ---------------- |
| 1. | Moskwa               | Susan Panzer       | Tamiłła Abasowa | Christin Muche   |
| 2. | Los Angeles          | Victoria Pendleton | Anna Meares     | Natalla Cylinska |
| 3. | Manchester           | Natalla Cylinska   | Susan Panzer    | Jennie Reed      |
| 4. | Sydney               | Anna Meares        | Guo Shuang      | Jennie Reed      |
|    | Klasyfikacja końcowa | Anna Meares        | Susan Panzer    | Elisa Frisoni    |

#### 500 m
| Lp | Miasto               | 1. miejsce       | 2. miejsce         | 3. miejsce       |
| -- | -------------------- | ---------------- | ------------------ | ---------------- |
| 1. | Moskwa               | Tamiłła Abasowa  | Yvonne Hijgenaar   | Elisa Frisoni    |
| 2. | Los Angeles          | Natalla Cylinska | Elisa Frisoni      | Yvonne Hijgenaar |
| 3. | Manchester           | Tamiłła Abasowa  | Victoria Pendleton | Elisa Frisoni    |
| 4. | Sydney               | Yvonne Hijgenaar | Elisa Frisoni      | Lori-Ann Muenzer |
|    | Klasyfikacja końcowa | Elisa Frisoni    | Tamiłła Abasowa    | Yvonne Hijgenaar |

#### Sprint indywidualny
| Lp | Miasto               | 1. miejsce       | 2. miejsce         | 3. miejsce       |
| -- | -------------------- | ---------------- | ------------------ | ---------------- |
| 1. | Moskwa               | Tamiłła Abasowa  | Fang Chian         | Christin Muche   |
| 2. | Los Angeles          | Natalla Cylinska | Tamiłła Abasowa    | Elisa Frisoni    |
| 3. | Manchester           | Christin Muche   | Victoria Pendleton | Tamiłła Abasowa  |
| 4. | Sydney               | Anna Meares      | Guo Shuang         | Yvonne Hijgenaar |
|    | Klasyfikacja końcowa | Tamiłła Abasowa  | Elisa Frisoni      | Yvonne Hijgenaar |

#### Wyścig indywidualny na dochodzenie
| Lp | Miasto               | 1. miejsce         | 2. miejsce         | 3. miejsce         |
| -- | -------------------- | ------------------ | ------------------ | ------------------ |
| 1. | Moskwa               | Oksana Kostienko   | Ludmiła Wypyrajło  | Marlijn Binnendijk |
| 2. | Los Angeles          | Katie Mactier      | Emma Davies        | Jelena Czałych     |
| 3. | Manchester           | Katherine Bates    | Emma Davies        | Karin Thürig       |
| 4. | Sydney               | Marlijn Binnendijk | Dales Tye          | Tacciana Szarakowa |
|    | Klasyfikacja końcowa | Ludmiła Wypyrajło  | Marlijn Binnendijk | Emma Davies        |

#### Scratch
| Lp | Miasto               | 1. miejsce         | 2. miejsce         | 3. miejsce         |
| -- | -------------------- | ------------------ | ------------------ | ------------------ |
| 1. | Moskwa               | Apollinaria Bakowa | Oksana Kostienko   | Annalisa Cucinotta |
| 2. | Los Angeles          | Julija Arustamowa  | Eleonora Soldo     | Emma Davies        |
| 3. | Manchester           | Katherine Bates    | Rebecca Quinn      | Virginie Moinard   |
| 4. | Sydney               | Annalisa Cucinotta | Katherine Bates    | Catherine Sell     |
|    | Klasyfikacja końcowa | Katherine Bates    | Annalisa Cucinotta | Julija Arustamowa  |

#### Wyścig punktowy
| Lp | Miasto               | 1. miejsce        | 2. miejsce       | 3. miejsce         |
| -- | -------------------- | ----------------- | ---------------- | ------------------ |
| 1. | Moskwa               | Ludmiła Wypyrajło | Rebecca Bertolo  | Apollinaria Bakowa |
| 2. | Los Angeles          | Erin Mirabella    | Alexis Rhodes    | Adrie Visser       |
| 3. | Manchester           | Katherine Bates   | Vera Carrara     | Alexis Rhodes      |
| 4. | Sydney               | Rochelle Gilmore  | Giorgia Bronzini | Wu Yun Mei         |
|    | Klasyfikacja końcowa | Ludmiła Wypyrajło | Alexis Rhodes    | Giorgia Bronzini   |